# Die Legende von Korra
Die Legende von Korra (Originaltitel englisch The Legend of Korra, alternativ: Avatar: Legend of Korra) ist eine US-amerikanische Fantasy-Zeichentrickserie, deren Premiere am 14. April 2012 stattgefunden hat. Sie ist eine Fortsetzung bzw. eine Nachfolgeserie der erfolgreichen Serie Avatar – Der Herr der Elemente. Die Serie umfasst zwei Staffeln, aufgeteilt in vier Büchern, mit insgesamt 52 Episoden. Die deutschsprachige Erstausstrahlung erfolgte am 26. August 2012 bei Nickelodeon Deutschland/Österreich.

## Handlung
In der Welt von Avatar haben einige Menschen die Macht, eines der vier Elemente zu bändigen, also nach ihrem Willen zu formen (im englischen Original wird der Ausdruck to bend – bending, also biegen/neigen/wölben statt bändigen verwendet). Nur eine Person, bekannt als der Avatar, kann alle vier Elemente bändigen. Er oder sie muss die Balance zwischen den vier Bändigervölkern im Gleichgewicht halten.
Die Serie spielt ca. 70 Jahre nach dem Ende von Avatar – Der Herr der Elemente. Die ehemaligen Kolonien der Feuernation im Erdkönigreich sind durch Bemühungen von Avatar Aang und Feuerlord Zuko zu einem eigenständigen Reich, der Vereinigten Republik der Nationen, geworden, in dessen Hauptstadt Republika ein Großteil der Handlung spielt.
Die Geschichte wird am Anfang jeder Folge von einem allwissenden Erzähler im Sensations-Nachrichten-Stil zusammengefasst.

### Buch 1: Luft
Die hitzköpfige und eigenwillige Korra ist die Hauptfigur der Serie und die nächste Inkarnation des Avatars nach Aang. Sie kommt ursprünglich vom Südlichen Wasserstamm und reist zu Beginn der Serie nach Republika, um nach Wasser, Erde und Feuer das vierte Element Luft bändigen zu lernen. Dort wollen die Equalisten unter der Führung des geheimnisvollen Maskenträgers Amon eine Revolution anzetteln. Amon propagiert, dass Bändigen unnatürlich sei, und man allen Bändigern diese Fähigkeit nehmen müsse, um Gleichheit unter den Menschen zu schaffen. Erschreckenderweise besitzt er die Macht, einen Bändiger für immer seiner Kraft zu berauben. Damit ist er außer dem Avatar der einzige Mensch auf der Welt mit dieser Fähigkeit. Seine Untergebenen benutzen Chi-Blockaden, um ihre Gegner kurzzeitig des Bändigens zu berauben. Korra lernt in der ersten Staffel Luftbändigen von Tenzin, dem jüngsten Kind von Aang und Katara und Meister des Lufttempels von Republika. Erste Kontakte in der großen Stadt knüpft sie mit den Brüdern Mako und Bolin, die sie in ihr Profi-Bändiger-Team „Feuer-Frettchen“ – benannt nach Bolins zahmem roten Haustier – aufnehmen. Bei der Trendsportart Profi-Bändigen treten Bändiger in Dreierteams gegeneinander an und versuchen, sich mittels Erde, Wasser und Feuer von einer Plattform zu schießen. Das Element Luft ist in dieser Sportart nicht vertreten, da Aangs Nachkommen die einzigen Luftbändiger auf der Welt sind. Sehr schnell stößt auch Asami zum „Team Avatar“, die Mako durch einen Zusammenstoß mit ihrem Motorroller kennenlernte. Ihr Vater ist Hiroshi Sato, Chef von „Future Industries“ und Erfinder des Satomobils, das Auto der Avatarwelt. Dadurch ist er der mächtigste Großindustrielle in Republika. Er spielt später noch eine mehrschichtige Rolle in der Geschichte, während Asami „Future Industries“ übernimmt und so das Team Avatar in technischer Hinsicht rundum versorgen kann.
Asami ist angetan von Makos sportlicher Fairness und er von ihrer Schönheit und Freundlichkeit. Die beiden werden ein Paar, was Korra leicht missfällt. Darunter leidet zeitweise sogar die Spielperformance der Gruppe. Über ihre Aktivität als Sportlerin wird Korra in die Revolution verwickelt, als Equalisten Bolin entführen. Sie schließt sich einer Taskforce von Stadtrat Tarrlok an, welche die Equalisten bekämpfen soll. Als sie jedoch erkennt, dass Tarrlok nur auf seinen Machterhalt aus ist, versucht sie mit Hilfe von Bolin, Mako und Asami die Equalisten zu stoppen. Tarrlok warnt sie davor, ihm in die Quere zu kommen. Als Korra ihn daran hindern will, einige zivile Nichtbändiger festzunehmen, lässt er alle drei Freunde von Korra verhaften. Es kommt zu einem Kampf, in dessen Verlauf Tarrlok Korra mittels Blutbändigen überwältigt und entführt. Blutbändigen ist eine Variante des Wasserbändigens, bei dem der Bändiger das Blut der Menschen beherrscht und sie damit wie Marionetten steuern kann. Kurz darauf wird Tarrlok vom Equalistenführer Amon überrascht. Dieser nimmt Tarrlok die Fähigkeit des Bändigens und sperrt ihn ein. Korra schafft es währenddessen zu entkommen. Bald kommt es zur finalen Begegnung mit Amon, auf deren Höhepunkt Amon Korra ihre Bändigerfähigkeiten scheinbar für immer entzieht. Dabei stellt sich heraus, dass Amon Tarrloks verschollener Bruder Noatak ist. Ihrer Fähigkeiten beraubt entwickelt Korra in einem Akt der Verzweiflung die Fähigkeit, Luft zu bändigen und rettet damit ihre Freunde vor Amon. Dieser flieht und lässt seinen Bruder wieder frei, der ihn glauben lässt, er stünde auf Noataks Seite. Gemeinsam fliehen sie in einem Boot. Während der Fahrt jagt Tarrlok das Boot mit sich und Noatak in die Luft. Korra fällt aufgrund des Verlustes ihrer anderen Fähigkeiten in tiefe Depressionen. Sie erfährt, dass man manchmal tief fallen muss, um sich weiterzuentwickeln. Durch diese Erkenntnis erlangt sie spirituelle Einheit mit den früheren Avataren. Aang gibt ihr ihre Fähigkeiten mittels Energiebändigen zurück. Nun kann sie allen Opfern Amons die Bändigerkräfte wiedergeben und endlich in den Avatar-Zustand gelangen, in dem ihre Bändigerfähigkeiten um ein Vielfaches stärker sind. Sie kommt auch mit ihrem Schwarm Mako zusammen, der sich – hin- und hergerissen zwischen Asami und Korra – erstmals für sie entscheidet.

### Buch 2: Geister
Sechs Monate nach dem Sieg über die Equalisten reist der Avatar mit seinen Freunden zum Südlichen Wasserstamm, als plötzlich ein sogenannter Dunkler Geist auftaucht und sie angreift. Tenzins Techniken gegen den Geist versagen. Nur dank Unalaq, dem jüngeren Bruder von Korras Vater Tonraq, kann der Geist aufgehalten werden. Unalaq erzählt ihr, dass die Tore zwischen der materiellen Welt und der Geisterwelt, so genannte Geistertore seiner Meinung nach immer offen sein sollten; dass Menschen und Geister zusammen in Harmonie in derselben Welt leben sollten. Daraufhin wählt Korra ihn als spirituellen Mentor. Tenzin reist, deswegen schwer beleidigt, mit seiner Frau Pema, seinen Kindern Jinora, Ikki, Meelo und Rohan sowie seinen Geschwistern Kya und Bumi zum Südlichen Lufttempel. Korra reist unterdessen zum Südpol, um das südliche Geisterportal zu öffnen. Begleitet wird sie von ihren Freunden Mako und Bolin sowie Unalaq, und seinen Kindern, den zweieiigen Zwillingen Desna und Eska. Beide sind auf unfreiwillig komische Weise rational, und das extrem dominante Mädchen von den beiden, Eska, verdonnert Bolin zu einer Beziehung mit ihr, was ihm nur sehr kurz gefällt. Durch die Öffnung des Portals entsteht jedoch ein Konflikt: Truppen des Nördlichen Wasserstammes unter Unalaq sind in den Süden einmarschiert. Er nennt die Gefahr der dunklen Geister als weiteren Grund, die Stämme zu vereinen. Dem Südlichen Stamm gefällt das jedoch gar nicht, da der Norden sich wie eine Besatzungsmacht gebärdet. Es droht ein Bürgerkrieg, den Korra zu verhindern versucht. Doch bald kommt sie dahinter, dass Unalaq sie nur benutzt hat, um den Süden zu erobern. Es kommt ans Licht, dass Unalaq ihren Vater heimlich in eine Falle gelockt hat, damit er verbannt wird.
Dadurch hat Unalaq freie Hand, den Konflikt als neuer Anführer des Nordstammes unauffällig weiter zu schüren. Die Falle diente auch dazu, die Geister zu erzürnen, damit Unalaq sich als Retter aufspielen kann. Korras Vater Tonraq und das verrückte Genie Varrick, ebenfalls vom Südwasserstamm, schmieden einen Plan, Unalaq zu entführen und dem Nördlichen Stamm damit den Kopf abzuschneiden. Korra glaubt fest, dass Unalaq nur gute Absichten hat und vereitelt den Plan. Vor Gericht werden Tonraq, Varrick und ihre Leute als Verräter verurteilt. Unalaq, ganz der edle Schlichter, überzeugt den Richter, sie nicht töten zu lassen, und die Strafe wird auf Gefängnis reduziert. Korra, Mako und Asami planen mit Varrick, der untertauchen konnte, Tonraq zu befreien. Doch laufen sie dabei Unalaq in die Arme, der jetzt seine Maske fallen lässt. Korra begibt sich mit ihren Freunden zurück nach Republika, wo sie den neu gewählten Präsidenten Raiko vergeblich um militärische Hilfe für ihren Stamm bittet. Daraufhin reist sie zur Feuernation, wo sie hofft, endlich Unterstützung für eine Militäraktion gegen Unalaq zu finden. Dabei trifft sie auch auf Avatar Aangs alten Freund Feuerlord Zuko. Auf den Weg dorthin wird sie von einem dunklen Geist attackiert, welcher ihre Erinnerungen raubt. Ohne zu wissen wer sie ist, begibt sie sich in eine tiefe Trance, bei der sie in Kontakt zu ihren Avatar-Vorgängern tritt. Sie begegnet dort dem ersten Avatar namens Wan, der ihr seine Geschichte erzählt: Er wurde zum ersten Avatar, um den dunklen Geist Vaatu aufzuhalten, die sprichwörtliche Verkörperung der Finsternis. Dazu verschmilzt er mit dem Lichtgeist Raava. Sie ist Vaatus Gegenstück und beide können ohne den anderen nicht existieren. Erst durch die Fusion von Raava dem Lichtgeist mit einem Menschen entsteht das, was der Zuschauer als Avatar kennt. Während der Harmonischen Konvergenz (eine Planetenkonjunktion) schließt Wan den dunklen Vaatu in der Geister-Welt im Baum der Zeit ein. Während Korra sich wiederfindet und die Anfänge des Avatars kennenlernt, und der Konflikt zwischen den Wasserstämmen weiter im Hintergrund schwelt, verlagert sich die Handlung wieder stärker nach Republika. Als taufrischer Ermittler bei der Polizei findet Mako Hinweise, dass die Wasserstämme gegeneinander ausgespielt werden. Doch niemand nimmt ihn ernst, da er der Neue ist, und man erlaubt sich Späße mit ihm. Korra schmiedet einen Plan, mit dem Kommandanten der Feuernationstreitkräfte, Iro, die Autorität des Präsidenten von Republika zu unterwandern und dem Südwasserstamm heimlich zu Hilfe zu eilen. Mako will eine Eskalation des Konflikts vermeiden und verrät Korra. Wutentbrannt stellt sie ihn zur Rede und frustriert beendet er die Beziehung.
Währenddessen nutzt Varrick die Bekanntheit von Bolin als Profi-Bändiger und dessen natürliche Unbekümmertheit, um ihn als Star einer Reihe von schnell produzierten, actionlastigen Schnulzfilmen aufzubauen. Der Gedanke dahinter ist, Unalaq in den Filmen als Bösewicht darzustellen und so Stimmung für eine Militärintervention gegen ihn zu machen. Finanziell ist das kein Problem für ihn, da er in Republika ein großes Tier ist, bestärkt auch durch seine Erfindungen, seinen von Moral gänzlich freien Geschäftssinn, mit dem er fast einen Krieg vom Zaun bricht, sein Charisma und vor allem dank seiner treu ergebenen, extrem intelligenten und anscheinend auch in Kampftechniken geschulten Assistentin Shu Li. Später offenbart sich, dass Unalaq Korras Vater bewusst in einen Konflikt mit Banditen laufen ließ, was die Geister erzürnte, da ein ihnen heiliger Wald dabei unweigerlich Schaden nehmen musste. Er überzeugt Korra, dass das Öffnen des Portals die Geister besänftigen würde. In Wahrheit soll die Öffnung ihm ermöglichen, sich mit Vaatu zu vereinigen, um zum ersten Dunklen Avatar zu werden. Der Plan gelingt. Unalaq nimmt Vaatu in sich auf und mutiert zu der extrem mächtigen Kreatur UnaVaatu und will die Erde in eine zehntausend Jahre währende Finsternis stürzen. Mit Hilfe von Mako, Bolin, sowie Tenzin und seiner Familie, den inzwischen zur Einsicht gelangten Zwillingen Desna und Eska und dem Lichtgeist Raava, gelingt es Korra, sich in einen geisterhaften und riesengroßen Avatar-Zustand zu begeben. Als kolossaler Geister-Avatar bekämpft sie UnaVaatu und besiegt ihn, indem sie ihn in Lichtenergie auflöst. Unalaq stirbt und Vaatu kehrt tödlich geschwächt in die Geisterwelt zurück. Gestorben sein kann er nicht, da Raava weiter existiert und sich wieder mit Korra zum Avatar vereinigt. Nach dem Kampf entschuldigt sich Korra bei dem Zwillingen für die indirekte Ermordung deren Vaters, denen das aber aufgrund ihres kühlen, rationalen Wesens kaum etwas ausmacht. Bolin kann sich endlich von Eska loseisen, aber nur, weil sie nach Unalaqs Tod mit ihrem Bruder die Führung des Nordwasserstamms übernimmt. Korra beendet endgültig die Beziehung zu Mako. Sie verkündet öffentlich, dass sie die beiden Tore zur Geisterwelt im Süden und Norden offen lässt, weil sie meint, dass Menschen und Geister lernen müssen, miteinander auszukommen. Sie verspricht, ihnen dabei zu helfen; verkündet außerdem, dass dies der Beginn einer neuen Ära sei. Beim Kampf gegen Unalaq und Vaatu wurden die Erinnerung von den vorherigen Avataren, die Raava in sich aufbewahrte, getrennt, wodurch Korra der letzte Avatar des alten Zyklus und der erste des neuen Zyklus ist.

### Buch 3: Veränderung
Zwei Wochen nach der Harmonischen Konvergenz tauchen überall im Erdkönigreich plötzlich neue Luftbändiger auf; ein Nebeneffekt der Harmonischen Konvergenz. Gemeinsam mit Tenzin und ihren Freunden macht sich Korra auf den Weg zum Erdkönigreich, um die Luftbändiger als Bürger einer neuen Nation von Luftnomaden zu rekrutieren. Tenzin liegt dies sehr am Herzen, was aber leider in keinem Verhältnis zu seiner Fähigkeit steht, die Leute für den Lebensstil der Luftnomaden zu begeistern. Erst eine gemeinsame Show mit Hilfe des bühnenerprobten Bolin bringt mehr Leute dazu, sich im Luftbändigen trainieren zu lassen. Zur selben Zeit gelingt es einem gefährlichen Anarchisten namens Zaheer, mit der neu erworbenen Fähigkeit, Luft zu bändigen, aus seinem Gefängnis auszubrechen. Prompt befreit er seine alten Verbündeten Ghazan, Ming-Hua und seine Lebensgefährtin P’Li aus anderen Hochsicherheitsgefängnissen, die Zuko und Aang speziell für sie im Geheimen bauen ließen, um sie dort lebenslang schmachten zu lassen. Durch Zaheer verkürzt sich ihre Gefangenschaft auf nur dreizehn Jahre. Sie alle besitzen besondere Fähigkeiten, wie zum Beispiel das Lavabändigen oder das Abfeuern eines Hitzestrahls aus einem chakraähnlichen dritten Auge auf der Stirn, eine Fähigkeit, die auch ein Kopfgeldjäger in der ersten Avatar-Serie beherrschte, der auf Prinz Zukos Anweisung hin auf Aang Jagd machte. Gemeinsam wollen sie den Avatar gefangen nehmen, um eine Ära ohne Weltherrscher zu erschaffen und wahre Freiheit zu erlangen.
Währenddessen führt die Suche von Team Avatar nach neuen eventuellen Luftbändigern zu der Metallstadt Zaofu, der Heimatstadt des Metallbändiger-Clans, welche von Lin Beifongs Schwester Suyin und ihrer Familie regiert wird. Die Entführung des Avatars durch Zaheer mit seiner Gruppe scheitert und sie müssen fliehen. Bald darauf ermorden Zaheer und Anhang die Erdkönigin Hou-Ting. Damit glauben sie, dem Ziel ihrer Geheimorganisation – dem Roten Lotus – einen Schritt näher kommen. Der Rote Lotus hatte sich vom Weißen Lotus abgespalten, da dieser ihrer Meinung nach sein eigentliches Ziel aus den Augen verlor. Das Erdkönigreich verfällt ins Chaos. Außerdem nimmt Zaheer fast alle Luftbändiger als Geiseln, die er gegen Korra austauschen will. Im entscheidenden Kampf sterben Zaheers Verbündete, doch er ist seinem Ziel, den Avatar während des Avatar-Zustands zu töten, gefährlich nahe, womit kein Avatar mehr wiedergeboren würde. Allerdings wird er von den Luftbändigern unter Anleitung von Tenzins ältester Tochter Jinora überwältigt. Zwei Wochen darauf sehen alle bei Jinoras Zeremonie zu, wie sie zur Luftbändigermeisterin ernannt wird, darunter auch eine durch giftiges Metall geschwächte, im Rollstuhl sitzende Korra. Tenzin verkündet, dass die neuen Luftnomaden in Korras Fußstapfen treten, und während ihrer Unpässlichkeit das Gleichgewicht in der Welt wahren werden.

### Buch 4: Gleichgewicht
Nach den Ereignissen des Endkampfes mit Zaheer ist Korra noch lange Zeit stark beeinträchtigt. Als namenlose Bändiger-Gladiatorin schlägt sie sich mehr schlecht als recht durch. Zudem erscheint ihr oft ein wütender Avatar ihrer eigenen Person, von dem sie manchmal sogar angegriffen wird. Sie hat ihre Stärke, sowie die Fähigkeit sich in den Avatar-Zustand zu versetzen, verloren. Selbst drei Jahre später bringt sie es nicht über sich, nach Republika zurückzukehren, da sie meint, ihren Pflichten eines Avatars nicht mehr genügen zu können.
Ein Geist führt sie zum Sumpf, wo sie auf Toph trifft, Aangs alte Freundin und Erdbändigerlehrerin, welche Korra mit viel Gemurre hilft, zu Kräften zu kommen. Tenzins Kinder Jinora, Ikki und Meelo werden losgeschickt, um nach Korra zu suchen. Sie finden Korra und sagen ihr, dass die Welt sie immer noch braucht. Denn nun ist Kuvira, eine Stadtwache aus Zaofu, damit beschäftigt, das Erdkönigreich, welches nach dem Attentat auf die Erdkönigin in Chaos versunken war, wieder zu stabilisieren. Allerdings verfolgt Kuvira eigene Pläne: Sie baut eine Armee auf, wickelt Bolin – aufgrund seiner guten Kontakte zur Führungsebene Republikas und zum Avatar – mit Versprechungen ein, und lässt den genial-verrückten Varrick neue Waffentechnologien für sich entwickeln. Den neuen Erdkönig Wu, dem Mako inzwischen als Leibwache auf Befehl von Präsident Raiko unterstellt ist, setzt sie noch am Tage seiner Krönung ab und ruft ein neues Erdimperium aus, mit ihr als Herrscherin. Ihr Ziel ist, den gesamten Erd-Kontinent zu einem Reich zu vereinigen.
Im Zuge der Handlung baut Kuvira, unter anderem mit Varricks unfreiwilliger Hilfe, eine Superwaffe und greift damit Republika an. Doch Korra und das Team Avatar können Kuvira mit Unterstützung der neuen Luftnation aufhalten. Am Ende durchschreitet Korra mit Asami das durch die Explosion der mit Geister-Energie angetriebenen Superwaffe neu entstandene Tor zur Geisterwelt, um dort einfach mal Urlaub zu machen.
In der letzten Szene sieht man wie sich die beiden Hände haltend auf das Geisterportal zubewegen, sich in die Augen schauen, bis das Licht des Portals alles überstrahlt.

## Produktion
Auf der Comic-Con 2010 wurde erstmals angekündigt, dass Nickelodeon an einer Fortsetzung zu Avatar: Der Herr der Elemente arbeite. Ursprünglich als nur zwölf Episoden umfassende Miniserie geplant, wurde Die Legende von Korra im März 2011 um weitere vierzehn Episoden verlängert. Um zwischen der Ausstrahlung der beiden „Bücher“ genannten Halbstaffeln keine allzu große Pause zu haben, wurde der Start der Serie von Oktober 2011 auf Mitte 2012 verschoben. Während das erste Buch den Titel Air (Luft) trägt, heißt das zweite Buch Spirits (Geister) und trägt damit erstmals kein Element im Titel. Die Ausstrahlung von Spirits begann in den USA am 13. September 2013. Im Juli 2012 bestellte Nickelodeon 26 weitere Episoden, welche die „Bücher“ drei und vier bilden. Nach Ausstrahlung der insgesamt 52 Episoden wurde die Serie beendet.
Alle Folgen des ersten „Buches“ wurden von Michael Dante DiMartino und Bryan Konietzko geschrieben. Regie führten mit Joaquim Dos Santos und Ki Hyun Ryu zwei ehemalige Mitarbeiter der Originalserie. Für die Produktion der folgenden „Bücher“ wurde das Produktionsteam stark vergrößert. Da die Produktion einer Folge zwischen zehn und zwölf Monaten dauert, überschnitten sich die Produktionsphasen stark. So wurden im Juli 2013 bereits die ersten Storyboards für Buch 4 entwickelt, während die letzten Folgen von Buch 2 noch nicht fertig animiert waren.
Am 21. November 2012 wurde bekannt gegeben, dass das dritte Buch den Titel Change tragen werde.
In der letzten Szene des Serienfinales wird eine romantische Beziehung zwischen den weiblichen Figuren Korra und Asami impliziert, die später auch von den Produzenten entsprechend bestätigt und in den Comics weitergeführt wurde. Beide Figuren hatten zuvor auch gemischtgeschlechtliche romantische Beziehungen unterhalten. Die Szene sorgte über die Fangemeinde der Serie hinaus für Aufmerksamkeit und wurde von vielen Seiten als erste Darstellung einer lesbischen bzw. bisexuellen Partnerschaft in einer westlichen Zeichentrickserie (auf Nickelodeon), die auch Kinder als Zielgruppe hat, bezeichnet.

### Artbooks
Zwischen 2013 und 2015 erschienen insgesamt vier Artbooks (eines pro Buch) in den USA, jedoch bislang nicht auf Deutsch.
| Titel                                                                   | erschienen (USA)  | Autoren                                                      | ISBN                   | Quelle |
| ----------------------------------------------------------------------- | ----------------- | ------------------------------------------------------------ | ---------------------- | ------ |
| The Legend of Korra Book One: Air – The Art of the Animated Series      | 17. Juli 2013     | Michael Dante DiMartino, Bryan Konietzko, Joaquim Dos Santos | ISBN 978-1-61655-168-1 | [ 15 ] |
| The Legend of Korra Book Two: Spirits – The Art of the Animated Series  | 3. September 2014 | Michael Dante DiMartino, Bryan Konietzko, Joaquim Dos Santos | ISBN 978-1-61655-462-0 | [ 16 ] |
| The Legend of Korra Book Three: Change – The Art of the Animated Series | 21. Januar 2015   | Michael Dante DiMartino, Bryan Konietzko                     | ISBN 978-1-61655-565-8 | [ 17 ] |
| The Legend of Korra Book Four: Balance – The Art of the Animated Series | 2. September 2015 | Michael Dante DiMartino, Bryan Konietzko                     | ISBN 978-1-61655-687-7 | [ 18 ] |

## Synchronisation
Die Serie wurde bei der Level 45 Synchron in Berlin vertont. Clemens Frohmann schrieb die Dialogbücher und führte die Dialogregie.

### Protagonisten
| Rolle                     | Hauptrolle                      | Nebenrolle           | Synchronsprecher/in  | Synchronsprecher/in                                   |
| Rolle                     | Hauptrolle                      | Nebenrolle           | Englisch             | Deutsch                                               |
| ------------------------- | ------------------------------- | -------------------- | -------------------- | ----------------------------------------------------- |
| Avatar Korra              | 1.01–4.13                       |                      | Janet Varney         | Luisa Wietzorek                                       |
| Naga                      | 1.01–3.12                       | 4.01–4.02, 4.07–4.13 | Dee Bradley Baker    | Dee Bradley Baker                                     |
| Tenzin                    | 1.01–4.13                       |                      | J. K. Simmons        | Helmut Gauß                                           |
| Jinora                    | 1.01–4.13                       |                      | Kiernan Shipka       | Vivien Gilbert                                        |
| Lin Beifong               | 1.01–1.12, 3.01–4.03, 4.09–4.13 | 2.05–2.14            | Mindy Sterling       | Silke Matthias                                        |
| Mako                      | 1.02–4.13                       |                      | David Faustino       | Ricardo Richter                                       |
| Bolin                     | 1.02–4.13                       |                      | P.J. Byrne           | Sebastian Fitzner                                     |
| Pabu                      | 1.03–3.12                       | 4.01–4.02, 4.07–4.13 | Dee Bradley Baker    | Dee Bradley Baker                                     |
| Asami Sato                | 1.04–4.13                       |                      | Seychelle Gabriel    | Annina Braunmiller                                    |
| Bumi II                   | 2.01–3.13                       | 1.12, 4.07–4.12      | Dee Bradley Baker    | Reinhard Scheunemann                                  |
| Kya II                    | 2.01–2.13                       | 3.01–4.02            | Lisa Edelstein       | Andrea Aust                                           |
| Kai                       | 3.02–4.01                       | 4.11–4.12            | Skyler Brigmann      | Henning Berg (Staffel 3) Christian Zeiger (Staffel 4) |
| Suyin Beifong             | 3.05–4.13                       |                      | Anne Heche           | Ulrike Stürzbecher                                    |
| Iknik Schwarznuss Varrick | 4.01–4.13                       | 2.01–2.14, 3.05–3.08 | John Michael Higgins | Jaron Löwenberg                                       |
| Opal                      | 4.01–4.13                       | 3.05–3.13            | Alyson Stoner        | Shanti Chakraborty                                    |
| Prinz Wu                  | 4.01–4.13                       |                      | Sunil Malhotra       | Nico Sablik                                           |

### Antagonisten
| Rolle                 | Hauptrolle | Nebenrolle       | Synchronsprecher/in | Synchronsprecher/in |
| Rolle                 | Hauptrolle | Nebenrolle       | Englisch            | Deutsch             |
| --------------------- | ---------- | ---------------- | ------------------- | ------------------- |
| Amon / Noatak         | 1.01–1.12  | 2.14, 3.13, 4.08 | Steve Blum          | Torsten Michaelis   |
| Unalaq                | 2.01–2.14  | 3.13             | Adrian LaTourelle   | Thomas Nero Wolff   |
| Zaheer                | 3.01–3.13  | 4.08–4.09        | Henry Rollins       | Ingo Albrecht       |
| Ghazan                | 3.02–3.13  |                  | Peter Giles         | Tim Moeseritz       |
| Ming-Hua              | 3.02–3.13  |                  | Grey DeLisle        | Bettina Weiß        |
| P’Li                  | 3.03–3.12  |                  | Kristy Wu           | Susanne von Medvey  |
| Kuvira                | 4.01–4.13  | 3.05–3.12        | Zelda Williams      | Natascha Geisler    |
| Baatar Beifong junior | 4.01–4.12  | 3.05, 3.08       | Todd Haberkorn      | Roman Wolko         |

### Nebenfiguren
| Rolle                   | Nebenrolle                                    | Synchronsprecher/in                                  | Synchronsprecher/in                              |
| Rolle                   | Nebenrolle                                    | Englisch                                             | Deutsch                                          |
| ----------------------- | --------------------------------------------- | ---------------------------------------------------- | ------------------------------------------------ |
| Tonraq                  | 1.01, 1.12–2.04, 2.11–3.04, 3.10–4.03, 4.13   | Carlos Alazraqui                                     | Gerrit Hamann (1.01) Torsten Münchow (ab Buch 2) |
| Senna                   | 1.01, 1.12–2.04, 2.12, 2.14, 3.13, 4.02, 4.13 | Alex McKenna                                         | Judith Hoersch                                   |
| Ikki                    | 1.01–4.13                                     | Darcy Rose Byrnes                                    | Luisa Wietzorek                                  |
| Meelo                   | 1.01–4.13                                     | Logan Wells                                          | Luisa Wietzorek                                  |
| Pema                    | 1.01–4.13                                     | Maria Bamford                                        | Katharina Spiering                               |
| Gommu                   | 1.01, 1.11, 4.01, 4.11                        | Stephen Root                                         | Tobias Lelle                                     |
| Saikhan                 | 1.01, 1.07–1.10                               | Richard Epcar                                        | Oliver Stritzel                                  |
| Shiro Shinobi           | 1.02–1.06, 2.01, 2.05, 2.11, 2.14, 4.08       | Jeff Bennett                                         | Till Hagen                                       |
| Tarrlok                 | 1.04–1.12                                     | Dee Bradley Baker                                    | Nicolas Böll                                     |
| Yakone                  | 1.04–1.11                                     | Clancy Brown                                         | Dieter Memel                                     |
| Hiroshi Sato            | 1.04–1.12, 4.05, 4.12                         | Daniel Dae Kim                                       | Lutz Riedel                                      |
| Tahno                   | 1.05–1.07, 4.11, 4.13                         | Rami Malek                                           | Nico Sablik                                      |
| Rohan                   | 1.10–3.02, 3.07–4.04, 4.13                    | Tara Strong (Staffel 1–3) Stephanie Sheh (Staffel 4) |                                                  |
| General Iroh II         | 1.10–2.05, 2.14, 4.11                         | Dante Basco                                          | Sebastian Schulz                                 |
| Eska                    | 2.01–3.04, 4.03                               | Aubrey Plaza                                         | Anja Stadlober                                   |
| Desna                   | 2.01–3.04, 4.03                               | Aaron Himelstein                                     |                                                  |
| Zhu Li Moon             | 2.01–2.14, 3.06, 3.08, 4.01–4.13              | Stephanie Sheh                                       | Nadine Zaddam                                    |
| Ginger                  | 2.01–2.11, 4.13                               | Mary Gross                                           | Anja Rybiczka                                    |
| Präsident Raiko         | 2.01, 2.05, 2.11–3.01, 3.13–4.13              | Spencer Garrett                                      | Oliver Siebeck                                   |
| Buttercup Raiko         | 2.01, 2.11, 4.01, 4.13                        | Maria Bamford                                        |                                                  |
| Avatar Wan              | 2.07–2.13                                     | Steven Yeun                                          | Wanja Gerick                                     |
| Vaatu                   | 2.07–2.14, 3.13, 4.08                         | Jonathan Adams                                       | Tilo Schmitz                                     |
| Raava                   | 2.07–2.14, 4.02, 4.09                         | April Stewart                                        | Victoria Sturm                                   |
| Dunkler Avatar UnaVaatu | 2.14, 4.08                                    | Adrian LaTourelle Jonathan Adams (simultan)          | Thomas Nero Wolff Tilo Schmitz (simultan)        |
| Daw                     | 3.01–3.13, 4.11–4.12                          | Jim Meskimen                                         | Arne Stephan                                     |
| Ryu                     | 3.02, 3.13, 4.09, 4.12                        | Jon Heder                                            |                                                  |
| Gun                     | 3.03–3.04, 3.10, 4.03                         | Mitchell Whitfield                                   |                                                  |
| Erdkönigin Hou-Ting     | 3.03–3.04, 3.10                               | Jayne Taini                                          |                                                  |
| Tu                      | 3.03–3.04, 3.10–3.11, 4.07–4.12               | Greg Cipes                                           | Jeffrey Wipprecht                                |
| Chow                    | 3.03–3.04, 3.10–3.11                          | Carlos Alazraqui                                     |                                                  |
| Yin                     | 3.03–3.04, 3.10–3.12, 4.07–4.12               | Susan Silo                                           | Barbara Adolph                                   |
| Aiwei                   | 3.05–3.09                                     | Maurice LaMarche                                     | Sven Gerhardt                                    |
| Wing & Wei Beifong      | 3.05–3.08, 4.05–4.13                          | Marcus Toji                                          |                                                  |
| Huan Beifong            | 3.05–3.08, 4.05–4.13                          | Jason Marsden                                        |                                                  |
| Baatar Beifong          | 3.05–3.08, 4.05–4.13                          | Jim Meskimen                                         |                                                  |

### Figuren ausAvatar – Der Herr der Elemente
| Rolle        | Auftritt(e)                       | Synchronsprecher/in                                     | Synchronsprecher/in                                                 |
| Rolle        | Auftritt(e)                       | Englisch                                                | Deutsch                                                             |
| ------------ | --------------------------------- | ------------------------------------------------------- | ------------------------------------------------------------------- |
| Katara       | 1.01, 1.12–2.01, 2.12, 2.14, 4.02 | Eva Marie Saint                                         | Luise Lunow                                                         |
| Avatar Aang  | 1.04–1.12, 2.07, 2.13             | D.B. Sweeney                                            | Steven Merting                                                      |
| Sokka        | 1.04–1.09                         | Chris Hardwick                                          | Gerrit Hamann                                                       |
| Toph Beifong | 1.04–1.09, 3.06, 4.02–4.04, 4.10  | Kate Higgins (Staffel 1, 3) Philece Sampler (Staffel 4) | Svantje Wascher (40–50 Jahre alt) Katharina Lopinski (86 Jahre alt) |
| Iroh         | 2.10, 2.13, 3.11                  | Greg Baldwin                                            | Jochen Schröder                                                     |
| Admiral Zhao | 2.13                              | Jason Isaacs                                            | Erich Räuker                                                        |
| Lord Zuko    | 3.02–3.04, 3.10–4.03              | Bruce Davison                                           | Ernst Meincke                                                       |

## Episodenliste
| Staffel | Staffel                         | Episodenanzahl | Erstausstrahlung USA | Erstausstrahlung USA | Deutschsprachige Erstausstrahlung | Deutschsprachige Erstausstrahlung |
| Staffel | Staffel                         | Episodenanzahl | Premiere             | Finale               | Premiere                          | Finale                            |
| ------- | ------------------------------- | -------------- | -------------------- | -------------------- | --------------------------------- | --------------------------------- |
| 1       | Buch 1: Luft (Air)              | 12             | 14. April 2012       | 23. Juni 2012        | 26. August 2012                   | 11. November 2012                 |
| 1       | Buch 2: Geister (Spirits)       | 14             | 13. September 2013   | 22. November 2013    | 19. Februar 2014                  | 10. März 2014                     |
| 2       | Buch 3: Veränderung (Change)    | 13             | 27. Juni 2014        | 22. August 2014      | 16. Februar 2015                  | 4. März 2015                      |
| 2       | Buch 4: Gleichgewicht (Balance) | 13             | 3. Oktober 2014      | 19. Dezember 2014    | 5. März 2015                      | 23. März 2015                     |

## Fortsetzungen

### Comic-Fortsetzung
Die Legende von Korra wird seit Juli 2017 ebenfalls wie die Vorgängerserie als Comic fortgesetzt. Aktuell wurde nur eine Trilogie mit dem Titel Turf Wars angekündigt. Die Handlung setzt nahtlos das Ende der Animationsserie fort. Auf Deutsch wurden die Comics im August 2017 mit dem Titel Revierkämpfe veröffentlicht.
| Titel                      | Nr. | ISBN (dt.)             |
| -------------------------- | --- | ---------------------- |
| Revierkämpfe 1             | 1   | ISBN 978-3-95981-340-2 |
| Revierkämpfe 2             | 2   | ISBN 978-3-95981-344-0 |
| Revierkämpfe 3             | 3   | ISBN 978-3-95981-348-8 |
| Die Ruinen des Imperiums 1 | 4   | ISBN 978-3-95981-359-4 |
| Die Ruinen des Imperiums 2 | 5   | ISBN 978-3-96658-142-4 |
| Die Ruinen des Imperiums 3 | 6   | ISBN 978-3-96658-127-1 |

### Avatar: Seven Havens
Im Februar 2025 gab Nickelodeon grünes Licht für eine Fortsetzung mit dem Titel Avatar: Seven Havens, in der eine junge Erdbändigerin als neuer Avatar im Zentrum steht. Verantwortlich für die neue, ebenfalls in 2D-Animation gehaltene Serie zeichnen abermals DiMartino und Konietzko; geplant sind 26 Episoden, geteilt in Buch 1 und Buch 2 mit jeweils 13 Episoden.